# Chiroxiphia
Chiroxiphia és un gènere d'ocells de la família dels píprids (Pipridae).

## Taxonomia
Segons la Classificació del Congrés Ornitològic Internacional (versió 14.2, 2024) aquest gènere està format per set espècies:
- Chiroxiphia linearis - manaquí cuallarg
- Chiroxiphia lanceolata - manaquí lanceolat
- Chiroxiphia pareola - manaquí dorsiblau
- Chiroxiphia boliviana - manaquí dels iungues
- Chiroxiphia caudata - manaquí blau
- Chiroxiphia bokermanni
- Chiroxiphia galeata